# Småbladet syren
Småbladet Syren (Syringa pubescens subsp. microphylla) – eller som den også kaldes: Dværg-Syren – er en lille, løvfældende busk med en halvkugleformet, tæt grenet vækstform. Blomsterne dufter stærkt.

## Beskrivelse
Barken er først lysegrøn og glat, senere bliver den lyst gråbrun med korkporer, og til sidst er den lysegrå og glat. Knopperne har ca. skuddets tykkelse, og de er modsatte, runde, glatte og rødbrune. Bladene er ovale til runde, helrandede og bølgede. Oversiden er matgrøn, mens undersiden er blank og lysegrøn med netagtig aftegning. 
Blomsterne springer ud i maj-juni. De enkelte blomster er lyserøde med langt kronrør og små, firetallige kroner. De sidder samlet i endestillede, oprette toppe, som dufter stærkt. Modne frugter og frø ses meget sjældent i Danmark.
Rodnettet er kraftigt og vel forgrenet med mange finrødder. Ofte er planten dog podet på en grundstamme af Syren (Syringa vulgaris) og har dens rodnet.
Højde x bredde og årlig tilvækst: 1,5 x 1,5 m (5 x 5 cm/år).

## Hjemsted
Dværg-Syren hører hjemme på tør bund i lyse ege/fyrreskove i det nordlige Kina. Her danner den skovbryn og underskov sammen med andre løvfældende buske.
| Portal | Portal:Botanik |